# Индийский колючехвост
Индийский колючехвост (лат. Zoonavena sylvatica) — вид птиц из семейства стрижиных. Ранее его помещали в род Chaetura. Подвидов не выделяют.

## Распространение
Обитают в лесах Бангладеш, Индии (Западные Гаты) и Непала. Сообщалось о присутствии в Мьянме. Этих птиц часто наблюдают над водоемами среди лесов.

## Описание
Длина тела 11 см, вес 13 г. Голова птицы относительно крупная, форма крыла характерная, хвост короткий, в расправленном виде округлый.

## Биология
Питаются в основном Coleoptera и Hemiptera. Обычно кормятся небольшими группами.

## Охранный статус
МСОП присвоил виду охранный статус LC.